# Thor (1938)
«Тор» (HSK 4) був допоміжним крейсером Крігсмаріне нацистської Німеччини під час Другої світової війни, призначений для служби як торговельний рейдер. Також відомий Крігсмарине як Schiff 10, для Королівського флоту він був Raider E. Його назвали на честь германського божества Тора.

## Цивільна служба та мобілізація
Колишній вантажний корабель «Санта Круз», він був побудований Deutsche Werft, Гамбург, у 1938 році, і належав і управлявся Oldenburg Portuguese Line (OPDR), Гамбург . Взимку 1939–1940 рр. військовий флот реквізував його та переобладнав на Deutsche Werft на допоміжний військовий корабель. У березні 1940 року його включили до складу флоту як «Тор». Він мав стати торговим рейдером.

### Перший похід
«Тор» розпочав свій перший бойовий похід 6 червня 1940 року під командуванням капітана Отто Келера. «Тор» провів у морі 329 днів і потопив або захопив 12 кораблів загальним тоннажем 96,547 GRT.

### Другий похід
До 10 квітня 1941 року всі жертви «Тора» були перехоплені на судноплавних маршрутах  поблизу мису Доброї Надії. Вище командування Крігсмаріне не наказало кораблю вийти в Індійський океан.

### Йокогама
«Тор» досяг Йокогами 9 жовтня 1942 року, де почав оснащуватись для третього походу. 30 листопада вибухи на судні постачання «Уккермарк» зруйнували його надбудову, відправивши велику кількість палаючих уламків на «Тор», який був пришвартований поруч.  Обидва кораблі були швидко підпалені разом з «Нанкіном» і японським вантажним «Ункаї Мару». Усі чотири кораблі були знищені пожежею, а 12 членів екіпажу «Тора» загинули. «Тор» зазнав руйнувань, які неможливо було полагодити, і був покинутий. Його капітан Гумпріх пізніше командував «Міхелем» під час його другого рейдерського походу, з якого він не повернувся. Деякі вцілілі з екіпажу корабля були відправлені до Франції на проривачі блокади «Догербанк» і вбиті, коли це судно було помилково потоплене U-43 3 березня 1943 року, причому всі 365 членів екіпажу загинули, крім одного.